# Ambès
Ambès egy francia település Gironde megyében az Aquitania régióban. Lakosainak száma 3291 fő (2022. január 1.).

## Földrajz
Ambès a Garonne és a Dordogne folyó torkolata között található 20 percre Bordeaux-tól.

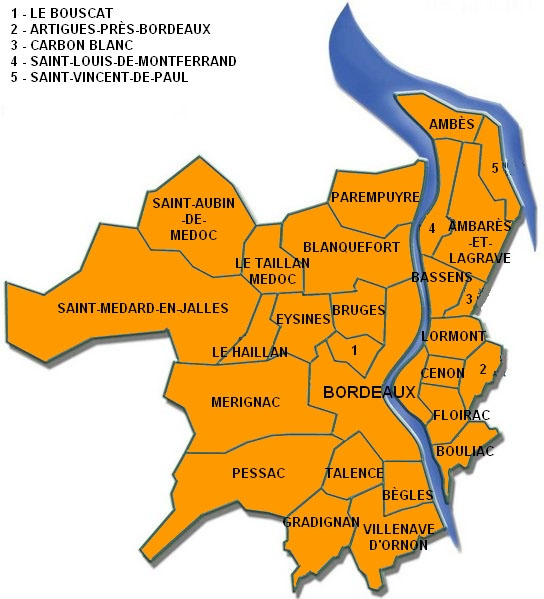
Ambès a körzetben

## Adminisztráció
Polgármester
- 1927–1943 Gustave Couaillac
- 1943–1953 Ernest Bonnet
- 1953–1971 Max Decout
- 1971–1983 Jean Raymond Frappier
- 1983–2014 Pierre Maurice (PS)
- 2014–2020 Kévin Subrenat

## Demográfia
| Lakosok száma | 2243 | 2715 | 2567 | 2910 | 3209 | 3167 | 3128 | 3053 | 3123 | 3291 |
|               | 1968 | 1982 | 1990 | 2006 | 2013 | 2015 | 2017 | 2019 | 2020 | 2022 |

## Látnivalók
- Notre-Dame-d'Ambès
- Természeti és rekreációs park
- du Burck kastély: XVIII. században épült
- Sainte-Barbe kastély: XVIII. században épült
- Belvedere Cricket

## Rendezvények
- Fesztivál május első hétvégéjén
- Les Odyssées fesztivál
- Víz fesztivál júniusban

## Fordítás
- Ez a szócikk részben vagy egészben  az   Ambes című francia Wikipédia-szócikk fordításán alapul.  Az eredeti cikk szerkesztőit annak laptörténete sorolja fel. Ez a jelzés csupán a megfogalmazás eredetét és a szerzői jogokat jelzi, nem szolgál a cikkben szereplő információk forrásmegjelöléseként.